# Schernikau (Arendsee)
Schernikau gehört zur Ortschaft Vissum und ist ein Ortsteil der Stadt Arendsee (Altmark) im Altmarkkreis Salzwedel in Sachsen-Anhalt.

## Geographie
Schernikau, ein Straßenangerdorf mit Kirche, liegt acht Kilometer südwestlich von Arendsee (Altmark) und 16 Kilometer östlich der Kreisstadt Salzwedel in der Altmark. Im Süden und Osten fließt der Rademiner Fleetgraben, der in den Flötgraben mündet.

## Geschichte

### Mittelalter bis 19. Jahrhundert
Die erste urkundliche Erwähnung von Schernikau als de Schernikow stammt aus dem Jahre 1329, als den von dem Knesebeck drei Teile vom Lehnpferd im Schulzenhof gehörten. 1352 heißt es in scernekow. Im Landbuch der Mark Brandenburg von 1375 wird das Dorf als Schernekow und Scernekow aufgeführt. Der Ort bestand aus 24 Hufen, die von dem Knesebeck und von Wustrow hatten hier Einkünfte. Weitere Nennungen sind 1541 Schernekow, 1687 Schernickow und 1804 Schernikau mit Schmiede, Windmühle und Krug.
Die von Wilhelm Zahn und anderen genannte Ersterwähnung aus Jahre 1292 bezieht sich auf Schernikau im Landkreis Stendal, wie der Historiker Peter P. Rohrlach schreibt.

### Archäologie
Im Jahre 1907 wurden in Schernikau gut erhaltene Randpfennige gefunden. Der Schatzfund umfasste 200 Sachsenpfennige vom Typ I aus dem 10. Jahrhundert. Ihr Verbleib ist unbekannt.

### Wüstungen
Im Jahre 1909 berichtete Wilhelm Zahn von einer Wüstung etwa 600 Meter nördlich des Dorfes südlich vom heutigen Flöt- und Mühlengraben. Die Flurstücke hießen damals „die Dorfstellen“. Er schreibt: „Vielleicht hat das alte Wendendorf Schernikow auf den Dorfstellen gelegen“.
Die nach Peter P. Rohrlach südlich von Schernikau gelegene Wüstung bezieht sich nach Zahn auf Schernikau im Landkreis Stendal.

### Herkunft des Ortsnamens
Aleksander Brückner leitet den Namen Schernikau vom altslawischen Wort „črьnь“ für „schwarz“ ab.

### Eingemeindungen
Schernikau gehörte bis 1807 zum Arendseeischen Kreis, danach bis 1813 zum Kanton Arendsee im Königreich Westphalen, ab 1816 kam es in den Kreis Osterburg, den späteren Landkreis Osterburg in der preußischen Provinz Sachsen.
Am 15. Juni 1950 wurde die Gemeinde Schernikau in den Landkreis Salzwedel umgegliedert. Am 25. Juli 1952 kam sie zum Kreis Salzwedel. Am 15. März 1974 wurde Schernikau in die Gemeinde Vissum eingemeindet. Mit der Eingemeindung von Vissum nach Arendsee (Altmark) am 1. Januar 2011 kam der Ortsteil Schernikau zu Arendsee (Altmark).

### Einwohnerentwicklung
| Jahr | Einwohner |
| ---- | --------- |
| 1734 | 134       |
| 1771 | 144       |
| 1789 | 149       |
| 1798 | 144       |
| 1801 | 146       |
| 1818 | 170       |
| 1840 | 122       |
| 1864 | 162       |

| Jahr | Einwohner |
| ---- | --------- |
| 1871 | 163       |
| 1885 | 158       |
| 1892 | [0]142    |
| 1895 | 155       |
| 1900 | [0]144    |
| 1905 | 140       |
| 1910 | [0]160    |
| 1925 | 171       |

| Jahr | Einwohner |
| ---- | --------- |
| 1939 | 154       |
| 1946 | 269       |
| 1964 | 179       |
| 2011 | 085       |
| 2012 | 081       |
| 2013 | 080       |
| 2014 | 085       |
| 2015 | 082       |

| Jahr | Einwohner |
| ---- | --------- |
| 2016 | 81        |
| 2017 | 83        |
| 2020 | [00]82    |
| 2021 | [00]83    |
| 2022 | [0]85     |
| 2023 | [0]79     |

Quelle wenn nicht angegeben, bis 2006 und 2011–2017

## Religion
Die evangelische Kirchengemeinde Schernikau gehörte zur mater combinata (kombinierten Mutterkirche) Schernikau, die ursprünglich selbständig war und ab 1816 zur Pfarrei Binde gehörte. Heute wird die Kirchengemeinde betreut vom Pfarrbereich Fleetmark-Jeetze im Kirchenkreis Salzwedel im Bischofssprengel Magdeburg der Evangelischen Kirche in Mitteldeutschland.
Die ältesten überlieferten Kirchenbücher für Schernikau stammen aus dem Jahre 1651.
Die katholischen Christen gehören zur Pfarrei St. Laurentius in Salzwedel im Dekanat Stendal im Bistum Magdeburg.

## Kultur und Sehenswürdigkeiten
- Die evangelische Dorfkirche Schernikau ist ein Feldsteinbau aus der zweiten Hälfte des 12. Jahrhunderts.[24]